# Buket Kulam
Buket Kulam is een bestuurslaag in het regentschap Aceh Timur van de provincie Atjeh, Indonesië. Buket Kulam telt 370 inwoners (volkstelling 2010).